# Kladno (huyện)
Huyện Kladno (tiếng Séc: Okres Kladno) là một huyện (okres) nằm trong vùng Trung Bohemia của Cộng hòa Séc. Huyện Kladno có diện tích 692 km², dân số năm 2002 là 150181 người. Thủ phủ huyện đóng ở Kladno. Huyện này có 100 khu tự quản.

## Các khu tự quản
Huyện Kladno có 100 khu tự quản sau:
Běleč -
Běloky -
Beřovice -
Bílichov -
Blevice -
Brandýsek -
Braškov -
Bratronice -
Buštěhrad -
Černuc -
Chržín -
Cvrčovice -
Dolany -
Drnek -
Družec -
Dřetovice -
Dřínov -
Hobšovice -
Horní Bezděkov -
Hořešovice -
Hořešovičky -
Hospozín -
Hostouň -
Hradečno -
Hrdlív -
Hřebeč -
Jarpice -
Jedomělice -
Jemníky -
Kačice -
Kamenné Žehrovice -
Kamenný Most -
Kladno -
Klobuky -
Kmetiněves -
Knovíz -
Koleč -
Královice -
Kutrovice -
Kvílice -
Kyšice -
Lány -
Ledce -
Lhota -
Libochovičky -
Libovice -
Libušín -
Lidice -
Líský -
Loucká -
Makotřasy -
Malé Kyšice -
Malé Přítočno -
Malíkovice -
Neprobylice -
Neuměřice -
Otvovice -
Páleč -
Pavlov -
Pchery -
Pletený Újezd -
Plchov -
Podlešín -
Poštovice -
Pozdeň -
Přelíc -
Řisuty -
Sazená -
Slaný -
Slatina -
Smečno -
Stehelčeves -
Stochov -
Stradonice -
Studeněves -
Svárov -
Svinařov -
Šlapanice -
Třebichovice -
Třebíz -
Třebusice -
Tuchlovice -
Tuřany -
Uhy -
Unhošť -
Velká Dobrá -
Velké Přítočno -
Velvary -
Vinařice -
Vraný -
Vrbičany -
Zájezd -
Zákolany -
Zichovec -
Zlonice -
Zvoleněves -
Želenice -
Žilina -
Žižice -